# Castleblayney
Castleblayney (irl. Baile na Lorgan) – miasto w hrabstwie Monaghan w Irlandii. Castleblayney jest położone przy granicy z hrabstwem Armagh w Irlandii Północnej przy drodze krajowej N2.